# Leandro Rodrigues
Leandro Rodrigues, född 31 januari 1982, är en brasiliansk fotbollsspelare som spelar som anfallare för Veranópolis Esporte Clube Recreativo e kultur . 

## Karriär
2001 flyttade Rodrigues utomlands och debuterade med Oita Trinita i J2 League. Efter säsongen i Japan var han tillbaka till Brasilien och spelade med São Caetano i Campeonato Brasileiro Série A under 2002. Klubben hade precis varit ligamästare två år i rad och det var ingen överraskning att de nådde Copa Libertadores-finalen det året, även om Leandro inte var en del av laget som spelade finalen. 2006 lånades han ut till Santos FC som vann Campeonato Paulista den säsongen och hamnade på fjärde plats i brasilianska Série A. 
2010 gick han på lån till Kalmar FF i allsvenskan, men fick där spela endast en match. 2010 lånades han också ut till Canoas (ibland kallad Ulbra - RS) och 2011 till Chapecoense. 

## Meriter
São Caetano
- Copa Libertadores löpare: 2002

Barueri
- Campeonato Paulista Série A2 : 2005

Santos
- Campeonato Paulista : 2006